# Гримучник мохавський
Гримучник мохавський (Crotalus scutulatus) — отруйна змія з роду Справжній гримучник родини Гадюкові. Має 2 підвиди. Отримала назва на честь пустелі Мохаве у штаті Аризона.

## Опис
Загальна довжина досягає 1—1,4 м. Голова широка, очі округлі, зіниці вертикальні. Тулуб масивний, кремезний. Забарвлення зеленувато—сірого або коричневого кольору з низкою овальних або ромбічних плям уздовж спини. Від очей до кутів щелеп тягнуться 2 світлі смужки. На хвості присутні поперечні широкі білі та вузькі чорні кільця або смуги, які розташовані почергово.

## Спосіб життя
Полюбляє пустелі, сухі чагарники, рідколісся, скелясті й гірські ділянки, мескити, креозоти, кактуси. Активний здебільшого вночі, лише взимку — удень. Зустрічається на висоті до 2500 м над рівнем моря. Харчується дрібними ссавцями, зокрема мишоподібними, а також ящірками.
Це живородна змія. Самиця народжує від 2 до 17 дитинчат.

## Отруйність
Це одна з найотруйніших змій Північної Америки. Отрута містить потужний нейротоксин, який отримав назву «мохаве-нейротоксин». Небезпека для людини посилюється у зв'язку с агресивним характером цього гримучника.

## Розповсюдження
Мешкає на південному заході США та у центральній Мексиці.

## Підвиди
- Crotalus scutulatus salvini
- Crotalus scutulatus scutulatus